# Episodi de I bastardi di Pizzofalcone (quarta stagione)
La quarta stagione della serie televisiva I bastardi di Pizzofalcone, formata da 4 episodi, è trasmessa in prima visione assoluta da Rai 1 dal 23 ottobre al 13 novembre 2023.
| nº | Titolo  | Prima TV         |
| -- | ------- | ---------------- |
| 1  | Musica  | 23 ottobre 2023  |
| 2  | Fiori   | 30 ottobre 2023  |
| 3  | Angeli  | 6 novembre 2023  |
| 4  | Inganni | 13 novembre 2023 |

## Musica
- Diretto da: Monica Vullo e Riccardo Mosca
- Soggetto e sceneggiatura di: Salvatore Basile e Angelo Petrella

### Trama
Dal FINALE STAGIONE 3: Legato ad una sedia, abiti strappati, sangue ovunque, chiari segni di pestaggio. Così avevamo lasciato  l'ispettore Giuseppe Lojacono (Alessandro Gassmann) nel finale della stagione 3 de I bastardi di Pizzofalcone.
Lojacono è stato sequestrato ormai da tre settimane dagli uomini di Rocco Squillace il quale lo ritiene responsabile della morte del fratello, suicidatosi in carcere tempo prima. In una fabbrica abbandonata viene segnalato in via anonima un corpo sciolto nell'acido e viene fatta ritrovare la giacca di Lojacono. Tutti pensano quindi che l'ispettore sia stato ucciso ma in realtà viene scaricato per strada e minacciato di dover sparire per evitare che accada qualcosa alla figlia. Il dottor Poggiari riferisce a Laura Piras di aver ricevuto dei documenti in forma anonima che contengono informazioni su Lojacono: un versamento su un suo conto all'estero, uno scambio di email in cui si parla di carichi di frutta e di abbigliamento, delle coordinate di sbarco all'interno del porto di Napoli. Secondo Poggiari l'ispettore Lojacono sarebbe stato ucciso per un regolamento di conti visti i suoi rapporti con la criminalità organizzata e quindi decide di aprire un'indagine. Lojacono, dopo aver vagato a vuoto per un po', trova riparo a casa del vicequestore Palma al quale racconta che tempo prima, grazie a una soffiata di Giacomo Caruso, il commercialista della camorra, aveva messo i bastoni tra le ruote ai fratelli siciliani Mimmo e Rocco Squillace i quali stavano per avviare un traffico di droga con la Sacra Corona Unita: nel corso del blitz in seguito ad un inseguimento i fratelli Squillace avevano avuto un incidente e Mimmo era stato arrestato mentre il fratello era stato dato per disperso. Lojacono viene quindi tenuto nascosto nel commissariato da Palma e Ottavia con l'intenzione di dimostrare la propria innocenza.
Nel frattempo si indaga sulla morte di Valeria Ravello, la direttrice di una scuola di musica che aveva una tresca con un suo allievo di nome Arturo, e si scopre che l’assassina è la madre del ragazzo la quale voleva “spingere” il figlio.
Sul versante personale, Aragona, da poco lasciato da Irina, la sera in cui viene data la notizia della morte di Lojacono, in un bar conosce Stefania, una ragazza che lo ospita per la notte a seguito di una pesante sbornia.
La stessa sera, Ottavia e Palma sopraffatti dalla tristezza trovano consolazione l'uno nell'altra trascorrendo la serata insieme a casa di lei. Rientrando, Gaetano, il marito di Ottavia, li scopre a baciarsi sul pianerottolo e decide di andarsene di casa, mentre il piccolo Riccardo sceglie di restare con la mamma. Nel corso dell'indagine alla scuola di musica, Palma, che sta legando sempre di più con Riccardo, scopre che il bambino ha l'orecchio assoluto e un innato talento per il pianoforte.
Alex e Rosaria, che da poco hanno iniziato la loro vita matrimoniale, accolgono in casa Serafino, il vispo nipotino di Rosaria, preoccupandosi di non fargli capire che sono una coppia.
Romano, ulteriormente scosso dalla sorte di Lojacono, accoglie con rabbia la notizia dell'affido della piccola Giorgia a una nuova famiglia che è intenzionato a tenere d'occhio. Questo atteggiamento frena il tentativo di un riavvicinamento da parte di Giorgia che, nel frattempo, ha scoperto di essere incinta.
Nel frattempo Pisanelli incrocia una donna bizzarra al cimitero: si chiama Teresa ed è la vedova di Pablo Montervino.
- Altri interpreti: Marta Richeldi (Valeria Ravello), Gisella Szaniszlò (madre di Arturo), Francesca Di Maggio (Giada Bonocore), Luca Eduardo Varone (Arturo Rositano), Lorenzo Izzo (Martino Donato), Angelica Greco (domestica Daiana), Rino Perez Vero (Armando Croce).
- Ascolti Italia: 3.699.000 spettatori e 20,1% di share

## Fiori
- Diretto da: Monica Vullo
- Soggetto di: Salvatore Basile e Angelo Petrella
- Sceneggiatura di: Paolo Terraciano

### Trama
Il commerciante di tessuti Ciro Durante ritrova il corpo dell'amico fioraio Savio Niola nel suo negozio e avverte subito il commissariato di Pizzofalcone. La squadra di Palma inizia ad indagare, e anche Lojacono e Pisanelli danno il loro contributo da dietro le quinte. Sarà lo stesso Durante a svelare che l'assassino è suo figlio Marino, il quale aveva deciso di uccidere Niola dopo che il padre gli aveva raccontato della loro relazione segreta.
Lojacono è ancora in preda alle crisi d'astinenza e vive rintanato nell'archivio del commissariato protetto dagli altri Bastardi mentre la dottoressa Piras è ancora all'oscuro di tutto. Contattato tramite uno stratagemma, dal carcere Giacomo Caruso consiglia a Lojacono di seguire Carmine Satta per scoprire dove si trova Squillace. L'ispettore, con l'aiuto di Palma e Romano, segue il pregiudicato che una volta riconosciuto l'ispettore scappa. Durante la fuga, Satta viene investito accidentalmente da una macchina e muore, compromettendo così la possibilità di ritrovare Squillace. 
Durante le indagini sulla morte di Satta, la Martone, eseguendo i rilievi sugli indumenti di Satta, rinviene le impronte di Lojacono, il che la rende sempre più convinta del fatto che Lojacono sia in realtà ancora vivo. Incautamente Rosaria avverte subito Poggiari, il sostituto procuratore che ha in carico il caso dell'ispettore, su quanto scoperto. Il PM in modo alquanto sospetto le raccomanda di non parlarne con nessuno e subito dopo effettua una strana chiamata.
Sul fronte privato, Pisanelli inizia a frequentare la bizzarra Teresa Ponti Montervino. Nel tentativo di costruire una nuova routine, Ottavia e Palma devono fare i conti con Gaetano e trovare un equilibrio con Riccardo. Intanto, Marinella inizia a frequentare Luciano, il ragazzo che l'aveva aiutata a scampare una molestia al parco. Romano viene messo alle strette da Giorgia, che sta procedendo con le pratiche della separazione. Constatata a malincuore la rabbia che anima ancora Francesco, lo prega di iniziare una terapia per fronteggiare i suoi scatti d'ira e fare pace con se stesso. Aragona inizia a uscire con la bella Stefania scoprendo però che la ragazza fa uso di cocaina.
- Altri interpreti: Vittorio Viviani (Ciro Durante), Marco Mario de Notaris (Marino Durante), Giuseppe De Rosa (Surace), Ciro Pellegrino (Savio Niola), Isabella Salvato (professoressa Longoni), David Torozoff (Basti), Alessia Santalucia (Manuela), Fabio Cocifoglia (Asprinio).
- Ascolti Italia: 3.631.000 ascoltatori e 21,5% di share

## Angeli
- Diretto da: Monica Vullo
- Soggetto di: Salvatore Basile e Angelo Petrella
- Sceneggiatura di: Massimiliano Governi

### Trama
Poggiari dimostra alla Piras che Lojacono è ancora vivo e chiede il suo aiuto per stanarlo. La PM riporta la notizia ai poliziotti di Pizzofalcone i quali cercano di far finta di essere sorpresi ma Palma non vuole continuare a mentirle e le indica il nascondiglio di Lojacono. I due, quindi, hanno modo finalmente di ricongiungersi e fanno l'amore dopo tanto tempo. Poggiari fa pedinare Marinella mentre il suo ragazzo viene minacciato al telefono da Squillace il quale gli ricorda che hanno un accordo. Lojacono e Romano, a seguito di un pedinamento, arrivano al porto e vedono Squillace a bordo di un piccolo yacht insieme a Barak, un individuo ricercato da mezzo mondo.
Nel frattempo la squadra si occupa del caso di Ferdinando "Nando" Iaccarino, sessantenne ucciso nella propria officina con una chiave inglese; a confessare sarà la figlia Giulia per aver scoperto che stava per sposare quello che in realtà era il suo fratellastro, Roberto Cortese, la cui madre Adelaide aveva avuto appunto una relazione segreta con Nando.
Nel frattempo, sul fronte personale, Pisanelli inizia timidamente, non senza sensi di colpa nei confronti della moglie Carmen, a frequentare Teresa. Stefania, una volta rassicurato Aragona di aver smesso con la cocaina, gli chiede di andare a vivere da lei e lo copre di regali. Romano, arrivato al limite della frustrazione, viene convinto da Palma e Lojacono ad aderire a un gruppo di supporto per persone violente. La protratta permanenza di Serafino a casa loro e la bugia di Alex sulla sorte di Lojacono pesano sul rapporto tra la poliziotta e Rosaria che entrano in crisi. 
Analogamente, Palma si sente sempre più schiacciato dalle responsabilità derivanti dalla nuova famiglia che sta costruendo con Ottavia e basta un litigio per causare tra loro una rottura.
- Altri interpreti: Liliana Bottone (Giulia Iaccarino), Anita Zagaria (Adelaide Cortese), Francesco Maccarinelli (Roberto Cortese), Giuseppe Tufano (terapeuta di Romano), Giovanni Ribaud (Gianluigi Maltese), Andrea Mautone (collaboratore di Poggiari), Leonardo De Caro (Gianni De Caro), Enzo Romano (Gregorio), Franco Silvestri (Adalberto Guerri di Moncalvo), Arsen Tkachuk (Giovanni Cortese), Pasquale Aprile (Angelo), Achille D'Aniello (Crespi).
- Ascolti Italia: 3.693.000 ascoltatori e 21,1% di share

## Inganni
- Diretto da: Monica Vullo e Riccardo Mosca
- Soggetto e sceneggiatura di: Salvatore Basile e Angelo Petrella

### Trama
Poggiari, a sorpresa, fa perquisire il commissariato di Pizzofalcone alla ricerca di Lojacono, il quale però riesce a nascondersi in tempo. L'ispettore e i suoi cercano di capire che interessi possa avere Squillace con uno come Barak. Una sera, Lojacono si fa trovare nell'auto di Poggiari e gli chiede di lasciargli campo libero per poter salvare sua figlia; e il giudice, sia pur con forti dubbi, acconsente. L'ispettore e i suoi fanno poi una retata al porto fermando però solo Barak. Squillace infatti osserva la scena da lontano e dà indicazioni a Luciano di portargli Marinella per eliminarla. La Piras però aveva messo un rilevatore sul suo zaino e così Lojacono ed i suoi riescono a rintracciarla. Squillace ordina a Luciano di uccidere Marinella: il giovane cerca di ribellarsi ma viene anticipato da Squillace che gli spara ferendolo gravemente. In quel momento interviene Lojacono e Squillace sta per sparargli quando viene fermato da un colpo di Romano. A questo punto Marinella e il padre possono finalmente ricongiungersi e Squillace viene arrestato.
Nel frattempo, la squadra sta indagando sulla morte del noto sarto Nunzio Coppola, ritrovato morto dall'amico fraterno Vincenzo, che poi risulterà essere l'assassino in quanto affetto da demenza senile. 
Sul fronte privato Aragona scopre che Stefania è coinvolta in un traffico di cocaina e decide a malincuore di denunciare la ragazza e di lasciarla. Pisanelli e Teresa decidono di continuare a frequentarsi, ma nel rispetto dei loro spazi, vivendo ognuno a casa propria. Alex e la Martone, dopo l'esperienza vissuta con Serafino, riprendono in considerazione l'idea di avere un bambino in futuro. Romano, che nel frattempo grazie al gruppo di supporto sta riprendendo in mano la sua vita, rimane spiazzato quando viene a conoscenza della gravidanza della moglie e così i due tornano insieme. Durante un tentativo di chiarimento da parte di Palma, Ottavia ammette di sentirsi trascurata e invita l'uomo a chiarirsi le idee. Il commissario, grazie all'esperienza di Lojacono ed ai suoi consigli, capisce che i timori e le paure sul futuro gli stanno impedendo di vivere la sua storia d'amore con Ottavia e gli stanno precludendo l'opportunità di avere una famiglia. Così, una sera si presenta da Ottavia, ammettendo che non può più fare a meno di lei e di Riccardo.
Giacomo Caruso in carcere parla al telefono con il suo avvocato: i due stanno tramando qualcosa contro Squillace e Lojacono. La squadra al completo sta festeggiando il ritorno alla normalità a casa di Lojacono quando alla porta viene fatto recapitare un pacco anonimo che viene aperto con preoccupazione dall'ispettore. Con questo interrogativo si chiude la quarta stagione della serie.
- Altri interpreti: Gigio Morra (Vincenzo Cammarota), Oscar Di Maio (Nicky Rummolo), Sergio Sivori (Pasquale Coppola), Luca Lombardi (Vito Simeone), Antonio Friello (cavalier Scalzone), Andrea Contaldo (Achille Vitale), Ernesto Parisi (avvocato Masucci), Giuseppe Tufano (terapeuta di Romano), Geremia Longobardo (Mario Parascandolo), Gennaro Monti (avvocato di Caruso), Domenico Moccia (Alfonso).
- Ascolti Italia: 21,5% di share e 3.815.000 ascoltatori.